# Berkes József (tanár)
Berkes József (1930-ig Varanics; Tóváros, 1895. szeptember 3. - Tata, 1946. június 1.) piarista tanár.

## Élete
1913-ban lépett a piarista rendbe, majd 1918-ban ünnepi fogadalmat tett. 1915-1916-ban a kecskeméti gimnáziumban tanult, majd 1917-1920 között a Budapesti Egyetemen tanult teológiát, magyar és latin nyelvet. 1920-ban pappá szentelték. Temesváron tanított, ahol 1919-1920-ban a Délvidék munkatársa volt. 1921-1925 között a tatai, 1926-1931 között a veszprémi, 1932-1933-ban a nagykanizsai, 1934-1936 között sátoraljaújhelyi. 1937-1940 között újra a veszprémi, 1941-1942-ben a tatai gimnázium tanára volt.
Családi sírboltba temették a tatai tóvárosi (Almási úti) temetőben.
Cserkészetet népszerűsítő cikkei jelentek meg a helyi lapokban, illetve iskolai értesítőkben.

## Művei
- 1924 Magyar cserkészek Dániában
- 1927 Az elszakított magyarság közoktatásügye. Budapest (tsz.)
- 1928 Balkán országain keresztül
- 1929 Svájc. Veszprém[2]
- 1937 A szülői kötelességek gyermekeik nevelésében és az iskolában